# Каммер, Огаст
Огаст Фредерик «Фред» Каммер-младший (англ. August Frederick „Fred“ Kammer Jr.; 3 июня 1912, Бруклин — 21 февраля 1996, Хоуб-Саунд) — американский хоккеист и гольфист, бронзовый призёр зимних Олимпийских игр 1936 года.

## Биография
Выпускник Принстонского университета (1934 год). Играл четыре года в хоккей и бейсбол, а также два года в гольф. Выступал на позиции правого нападающего, считается одним из лучших игроков в истории студенческого хоккея Принстонского университета. После игр 1936 года выступал на любительском уровне за «Сент-Николас».
Каммер также был гольфистом-любителем, с 1935 по 1960 годы выступал на протяжении 25 лет в чемпионате США среди любителей. В 1946 году дошёл до полуфинала и проиграл Смайли Куику, попутно выбив в четвертьфинале будущего профессионала Кэри Миддлкоффа. В 1947 году выступал в Кубке Уолкера за сборную США, победив сборную Великобритании (представлена клубом Royal & Ancient Golf Club of St. Andrews).
Занимался бизнесом, занимал высокую должность в компании, производившей электрооборудование для автомобилей, производимых компанией Ford Motor.